# Psilochorus conjunctus
Psilochorus conjunctus là một loài nhện trong họ Pholcidae. Loài này được phát hiện ở México.